# Karower Platte
Die Karower Platte ist eine eiszeitlich gebildete Hochfläche in den Ländern Brandenburg und Sachsen-Anhalt.

## Geographie
Die weichselkaltzeitlich überprägte Hochfläche der Karower Platte besitzt einen saalekaltzeitlichen Altmoränenkern. Sie wurde durch aus Skandinavien nach Mitteleuropa vordringendes Eis an der Haupteisrandlage der Brandenburg-Phase geformt. Sie liegt südwestlich der Stadt Brandenburg an der Havel und bildet mit der östlich von ihr gelegenen Zauche eine Plattenreihe, die von einem kleinen Durchbruch des Baruther Urstromtals zweigeteilt wird. In diesem Durchbruch laufen einige im Fläming entsprungene Flüsse wie die Plane, Temnitz und die Buckau aus dem Baruther Urstromtal der Havel zu. Die Karower Platte erhebt sich durchschnittlich etwa 30 Meter über dem flachen Umland. Höchste Erhebung ist der an der Eisrandlage 1 a gebildete 85,9 Meter hohe Gollwitzer Berg im westlichen Bereich. Begrenzt wird die Platte im Westen und im Süden durch das zum Urstromtal zählende Fiener Bruch, im Osten durch den Durchbruch und im Norden durch Talsandniederungsgebiete wie beispielsweise dem Wusterwitzer Becken. Im östlichsten Bereich der Platte kann man die typische glaziale Serie mit rückwärtiger Grundmoräne, einer kuppigen Endmoräne, dem Mahlenziener Sander und dem Urstromtal ausmachen. Im Gebiet der Karower Platte dominieren an Bodentypen verschiedene Braunerden. Eine Ausnahme bildet der Sander, der Sand-Braunpodsol-/Podsolböden aufweist. Einziges natürliches Fließgewässer der Hochflächen ist der Steinbach, der nach Westen hin abfließt, in das Grabensystem des Fiener Bruchs einmündet und über den Fiener Hauptvorfluter zum Elbe-Havel-Kanal entwässert wird.

## Ortschaften
Die Hochflächen der Karower Platte selbst sind nicht besiedelt. Ortschaften finden sich ausschließlich in ihren Randbereichen. Zur Stadt Brandenburg gehören im Nordosten Kirchmöser und am Südhang Mahlenzien. Weitere brandenburgische Dörfer sind am Nordhang Wusterwitz und die zu Rosenau gehörenden Warchau und Gollwitz. Am Südhang sind Viesen, Rogäsen und Zitz ebenfalls Ortsteile der Gemeinde Rosenau. In Sachsen-Anhalt liegen die zur Stadt Jerichow gehörenden Kade am nördlichen und das namensgebende Karow am südlichen Ausläufer.

## Erhebungen
- Der Gollwitzer Berg nahe dem zu Rosenau gehörenden Dorf Gollwitz ist mit 85,9 Metern die höchste Erhebung der Karower Platte.
- Der Weinberg unmittelbar östlich von Zitz ist 69 Meter hoch.
- Der 67,8 Meter hohe Friedensberg ist eine Erhebung beim Dorf Rogäsen.
- Ebenfalls ein alter Weinberg, der eine Höhe von 61,7 Metern aufweist, liegt unmittelbar nördlich Mahlenziens.
- Der Steinberg westlich des Dorfes Zitz hat eine Höhe von 60,7 Metern.
- Der Mühlenberg mit 60,6 Metern liegt beim Kirchmöser Dorf direkt jenseits der Bahnlinie Berlin – Magdeburg.
- Ein Weinberg bei Kade hat eine Höhe von 48,5 Meter.
- Im Naturschutzgebiet Gränert im Neustädtischen Forst der Stadt Brandenburg und nördlich des Mahlenziener Weinbergs liegt der 43,2 Meter hohe Dachsberg.[4]

## Schutzgebiete
Im Land Brandenburg liegt der östliche Bereich der Karower Platte im Landschaftsschutzgebiet Brandenburger Wald- und Seengebiet. Der östliche Teil dieses Landschaftsschutzgebietes zur Buckau ist als Naturschutzgebiet Gränert und als FFH-Gebiet Gränert nochmal gesondert ausgewiesen. Südliche Bereiche werden vom Vogelschutzgebiet Fiener Bruch (SPA-Gebiet) abgedeckt. „Wachauer Mühle“ ist zu einem geschützten Landschaftsbestandteil erklärt. Weiterhin gibt es einige Geschützte Biotope.

## Flora und Fauna
Der überwiegende Teil der hügligen Hochflächen wird agrarisch genutzt. Daneben sind weite Fläche, beispielsweise um den Gollwitzer Berg und im Osten in der Stadt Brandenburg, vorrangig mit monokulturellen Kiefernforsten bewachsen. Eine Ausnahme stellt das Naturschutzgebiet Gränert dar. Dort gibt es einen arten- und strukturreichen Laubmischwald, in dem es neben Kiefern auch Rotbuchen, Stieleichen, Traubeneichen, Birken, Gemeine Eschen, Pappeln, Ebereschen, Faulbäume und Roterlen gibt. Weiterhin kommen Echter Baldrian und Silbergras vor. In den Waldgebieten brüten unter anderem Seeadler und Fischadler. Weitere Vögel sind Schwarzspecht, Mittelspecht und Rohrdommel. Daneben sind weitere Arten wie Dachs, Trauermantel, Blindschleiche, Erdkröte und Nashornkäfer heimisch.